# E. Howard & Co.
E. Howard & Co. fue una empresa relojera fundada por Edward Howard y Charles Rice en 1858, tras la desaparición de la Boston Watch Company. La pareja de empresarios adquirió parte del material y de los relojes que se estaban fabricando, basándose en un derecho de retención contra la empresa extinta que tenía Rice, pero no pudieron comprar la fábrica ni la maquinaria existentes, por lo que se trasladaron a Roxbury. Poco después, Howard compró la participación de Rice y, a partir de entonces, se dedicó a fabricar relojes de alta calidad basados en sus propios diseños únicos y métodos de producción exclusivos. E. Howard & Co. también produjo reguladores y relojes marinos. En 1881, aproximadamente en la época en que Howard vendió su participación y se jubiló, se formó la E. Howard Watch & Clock Company como sociedad anónima el 1 de diciembre de 1881 para suceder a la firma anterior.

## Historia

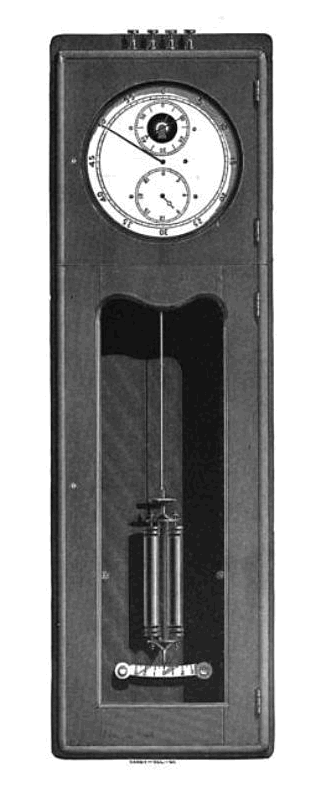
Reloj regulador astronómico de precisión (1887)

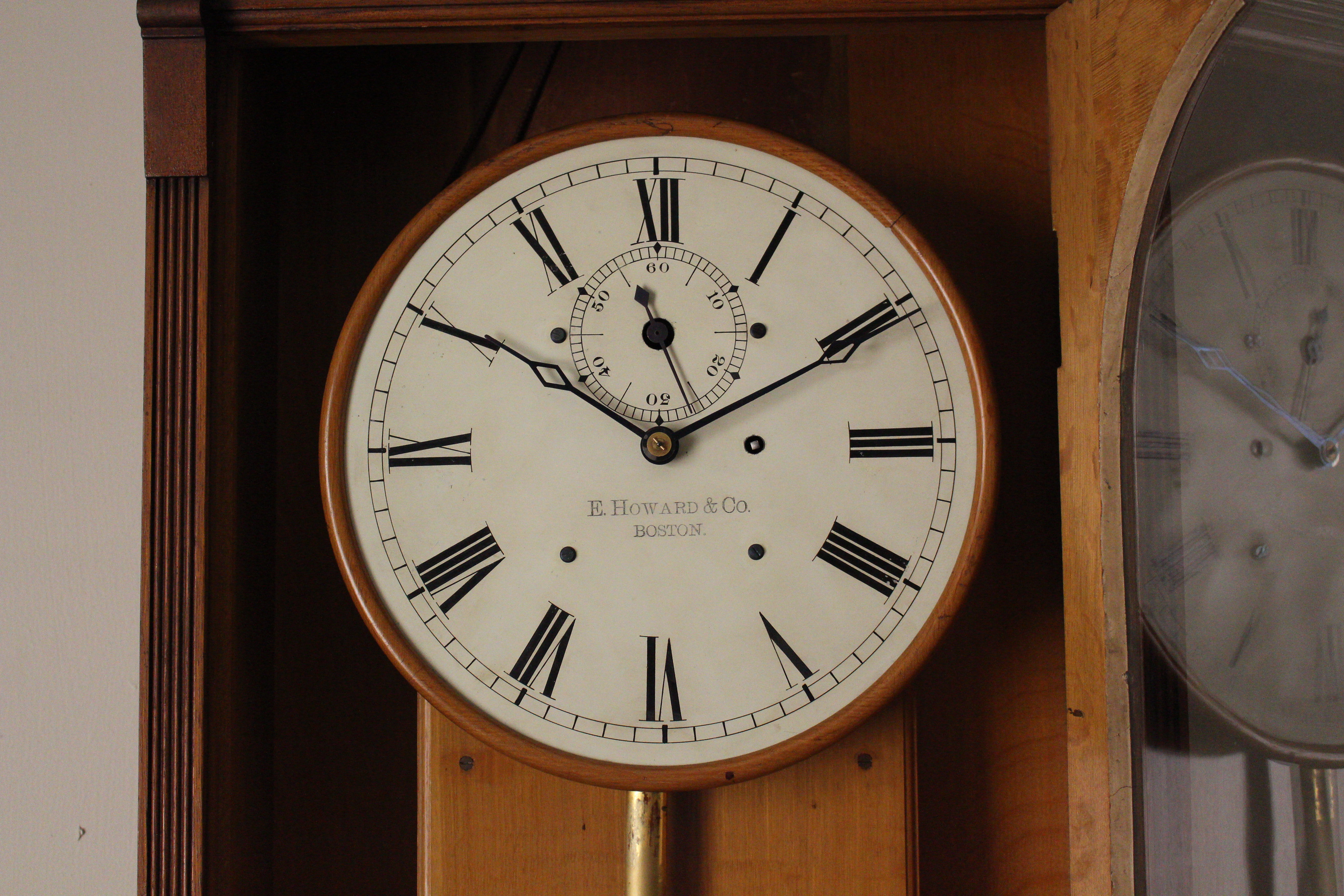
Reloj regulador #89 (1895)

Howard fue aprendiz de relojería de Aaron Willard Jr., y comenzó a trabajar con David P. Davis, fabricando relojes de pared de alta calidad bajo el nombre de Howard & Davis en 1842. También se hicieron conocidos por producir máquinas de coser, vehículos de bomberos y balanzas de precisión. Alrededor de 1843, con un tercer socio, Luther Stephenson, comenzaron también a fabricar relojes de torre.
En 1857, David P. Davis dejó la empresa, lo que supuso la disolución de la firma Howard & Davis. En 1857-1858, Edward Howard terminó y vendió el material sobrante del "Modelo 1857" de la compañía Boston Watch Co. bajo el nombre de Howard & Rice. En diciembre de 1858, Howard compró la participación de Rice y comenzó a fabricar relojes de un nuevo diseño, firmados como "E. Howard & Co." Si bien el nombre de la empresa cambió varias veces con el paso de los años, todos los relojes que fabricó continuaron estando firmados como "E. Howard & Co.", con solo pequeñas excepciones. La firma Howard se estableció como un importante fabricante estadounidense de relojes de lujo desde 1858 hasta la década de 1890.
El 24 de marzo de 1861, las empresas de relojes se fusionaron en una sociedad anónima, la Howard Clock & Watch Company, que quebró en 1863. Posteriormente, Howard formó una nueva empresa llamada Howard Watch & Clock Company (que transpone el orden de las palabras clock & watch) el 1 de octubre de 1863, que tuvo éxito durante algunos años, pero que tuvo que refundarse en 1881 después de los reveses financieros de unos años antes.
En 1882, Edward Howard vendió sus intereses personales y se jubiló, dejando a una nueva administración la empresa, que continuó con la fabricación de muchos estilos de relojes, principalmente modelos de pared accionados por pesas y reguladores de excelente calidad. Solo se produjeron en serie dos modelos de pared comunes, el n.º 5 y el n.º 10, siendo todos los demás relojes fabricados por pedido especial.
Las operaciones de fabricación regular de relojes cesaron en 1903, cuando el nombre Howard asociado con los relojes se vendió a la Keystone Watch Case Co.. Keystone compró el edificio de la fábrica de la desaparecida US Watch Co. de Waltham, Massachusetts (la US Watch Co. de Waltham no debe confundirse con una empresa anterior del mismo nombre localizada en Marion, Nueva Jersey). Keystone continuó la fabricación de relojes, firmados como "E. Howard Watch Co." Estos relojes eran de nuevos diseños y diferentes a los de la empresa Howard original. Se fabricaban en Roxbury, un barrio de Boston, pero a principios de la década de 1930 esas operaciones también se trasladaron a Waltham (Massachusetts). Una cantidad muy pequeña de relojes Howard preexistentes se terminaron en la propia fábrica de relojes Howard entre 1903 y 1927.

## Howard Clock Products
Una nueva empresa conocida como "Howard Clock Products" se formó el 5 de noviembre de 1934 para suceder a la empresa anterior. La producción de relojes estaba en decadencia, pero el negocio del tallado de engranajes de precisión mantuvo a la empresa rentable, en particular gracias al trabajo por contrato con el gobierno. La producción de relojes más pequeños cesó en 1957 o 1958 y el último reloj de torre se fabricó en 1964.
En 1975, Dana J. Blackwell, como nuevo vicepresidente de la empresa, revivió la producción de relojes, reintroduciendo varios de los modelos más populares en el mercado. Los mecanismos de estos últimos relojes mantuvieron los altos estándares por los que la empresa Howard se había hecho famosa y las cajas se fabricaban según especificaciones muy estrictas.
Los antiguos propietarios de la empresa vendieron el negocio a un joven empresario aparentemente exitoso en agosto de 1977. Finalmente, se despidió a la mayoría de los expertos directivos de la empresa y se procedió a vaciarla financieramente. En 1980, cuando la compañía estaba al borde de la quiebra, el nuevo gerente fue descubierto intentando quemar el edificio de la fábrica. Después de un largo juicio, fue condenado, aunque nunca cumplió la pena que se le impuso.
En el momento del arresto, el Gobierno Federal intervino y la empresa Howard fue puesta bajo la protección de la quiebra (según el Capítulo 11 de la Ley de Quiebras de los Estados Unidos). El tribunal de quiebras contrató a un gerente y, después de que los acreedores quedaron satisfechos, la empresa vendió la parte de relojería del negocio a inversores privados que siguieron ofreciendo relojes Howard.

## Cronología
- 1842 Se funda E. Howard Clock Co.

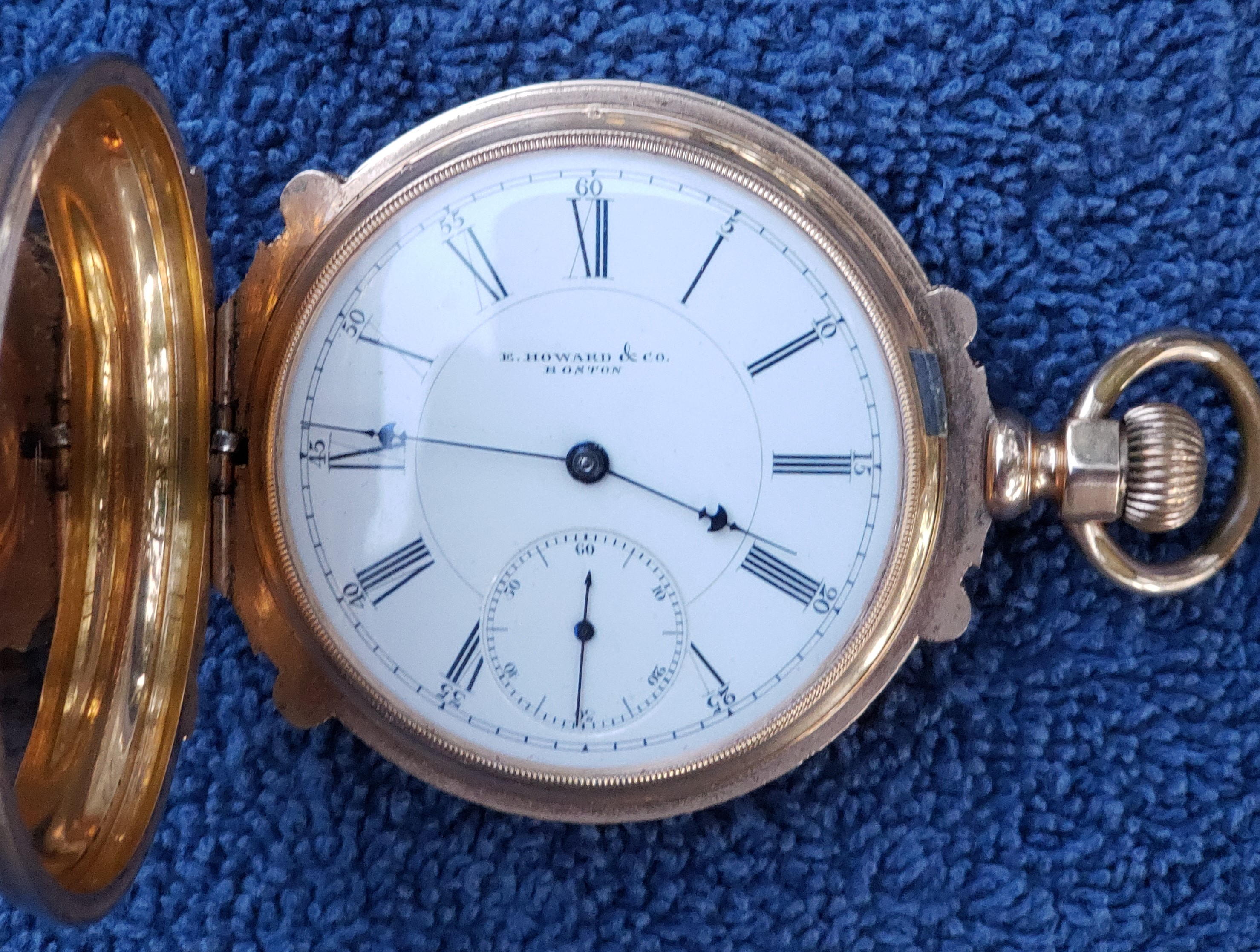
Reloj de bolsillo de la marca E. Howard & Co

- 1845 Se construye la fábrica de relojes Howard en Roxbury.
- 1850 E. Howard y A. L. Dennison fundan la American Horologue Company, con el respaldo financiero de D. P. Davis.
- 1853 Se completan los primeros relojes de producción, firmados "Warren Manufacturing Co.", que se convirtieron en Waltham "Modelo 1857", el primer reloj fabricado industrialmente con éxito.
- 1854 La Warren Mfg. Co. (anteriormente, American Horologue Co.) cambia su nombre a Boston Watch Co.
- 1857 La Boston Watch Co. fracasa; Royal E. Robbins y sus socios compran la maquinaria y la mayor parte del inventario, pero Edward Howard se asocia con el titular del gravamen Chas. Rice para trasladar unos 500 relojes en proceso a Roxbury; tanto Robbins como Howard reclaman la sucesión de la Boston Watch Co.
- 1857-8 Howard termina el material sobrante del modelo 1857 de la Boston Watch Co. bajo el nombre de "Howard & Rice".
- 1858 Howard compra Rice y el nombre de la operación de relojería cambia a E. Howard & Co.
- 1858 Producción de relojes "E. Howard & Co.", que comienzan a fabricarse basándose en el diseño de placa dividida de 6 pilares de Reed.
- 1861 Se constituye Howard Watch and Clock Co.
- 1862 Comienza la producción de relojes de placa 3/4 en Howard.
- 1863 Se reorganiza la empresa.
- 1869 Howard introduce un nuevo barrilete de seguridad de acero en los relojes con cuerda y ajuste colgantes.
- 1873 Se completa la nueva planta de producción.
- 1879 Se funda la Waltham Watch and Tool Co. (U.S. Watch).
- 1881 Se reorganiza la empresa como E. Howard Watch and Clock Co.
- 1882 Edward Howard se jubila.
- 1898 la empresa E. Howard Watch & Clock Co. entra en quiebra.
- 1899 Se suspende la fabricación de nuevas piezas de reloj. A partir de entonces, los mecanismos de los relojes se ensamblaban y terminaban a partir de existencias de piezas existentes.
- 1900 E. Howard Clock Co. surge de la empresa reorganizada.
- 1902 Se constituye E. Howard Watch Co. (comparte la dirección comercial de Boston con E.H.C.Co.).
- 1902-1904 E. Howard Clock Co./Watch Co. recibe mecanismos fabricados para ellos por la American Waltham Watch Co.
- 1903 Las actividades de relojería habituales en E. Howard & Co. cesan cuando Keystone Watch Case Co. compra el nombre de E. Howard Watch Co. y se vuelve a constituir.
- 1903 U.S Watch Co. se vende a E. Howard Watch Co. (propiedad de la Keystone Watch Case Company).
- 1903-1923 Howard Clock Co. termina y fabrica una cantidad muy pequeña de relojes E. Howard & Co. preexistentes.
- 1903-1927 La E. Howard Watch Co. de Waltham, Massachusetts (también conocida como "Keystone Howard") fabrica relojes con sus propios diseños actualizados.
- 1904 Muere Edward Howard.
- 1904-1905 Keystone/EHWCo recibe movimientos fabricados para ellos por la American Waltham Watch Co.
- 1905-1927 La E. Howard Watch Co. de Waltham, Massachusetts (también conocida como "Keystone Howard") fabrica relojes con sus propios diseños actualizados.
- 1927 El nombre Howard se vende a Hamilton Watch Co.
- 1927 Howard Clock Co. compra la fábrica de relojes de EE. UU. de Keystone.
- 1931 La Hamilton Watch Company compra el fondo de comercio y las marcas registradas de E.Howard Watch Co.
- 1933 Se constituye Howard Clock Products Co.
- 1933 Hasta entonces Howard Clock Products Co. fabrica mecanismos de reloj y temporizadores.
- 1939 Hamilton termina una docena de relojes de bolsillo marcados como E. Howard Watch Co., basados en el movimiento de grado 917 de Hamilton.
- 1942, 1946-49 Hamilton produce un poco más de 1000 Relojes de pulsera marcados como E. Howard Watch Co., basados en el movimiento grado 980 de Hamilton.
- De 1994 a la actualidad, The La Crosse Clock Company compró E. Howard & Co.
- En 2012, EHWC, Inc. comienza el desarrollo para fabricar relojes de pulsera de alta gama en Boston.
- En 2013, el sábado 23 de noviembre se estableció un nuevo récord mundial en la galería de subastas Fontaine's Auction Gallery en Pittsfield, Massachusetts, cuando se vendió un reloj E. Howard No. 68 Astronomical Regulator por 277.300,00 dólares, lo que lo convirtió en el precio más alto pagado en una subasta por un reloj de E. Howard & Co.
- El número de serie 3 de Howard, Davis & Dennison, el tercero de diecisiete movimientos de reloj experimentales de 8 días con resortes principales en tándem fabricados alrededor de 1851, se vendió en su caja de oro original en la casa de subastas Jones & Horan el 2 de junio de 2019 por 300.000 dólares. El número de serie 1 del mecanismo Howard, Davis & Dennison, que era el reloj personal de Edward Howard, se encuentra en la colección del Museo Smithsonian de Historia Estadounidense.

## Lista de relojes notables creados por E. Howard & Co.
- Oficina de ALARMA CONTRA INCENDIOS de Boston, Emergencia de alarma contra incendios, 59 Fenway, Boston, MA 02115 (http://www.cityofboston.gov/fire/)
- Palacio de justicia del condado de Elkhart, Elkhart, Indiana. Instalado en 1870, en 2024 seguía en funcionamiento.
- Iglesia Trinitaria Episcopal de Williamsport, Pensilvania. Primer reloj de torre (número de serie 281) en los Estados Unidos de América en hacer sonar el "Cambridge Quarters" (popularmente conocido como Westminster Chime o Cuartos de Westminster). Instalado en 1875 en el campanario de la iglesia. Electrificado en la década de 1940 por E. Howard.
- Reloj del palacio de justicia del condado de Maverick en Eagle Pass (Texas).[1]
- Reloj del edificio administrativo, del Hospital de Tewksbury, en Tewksbury (Massachusetts).
- Edificio de la torre del reloj (Clock Tower Building), 346 Broadway, Nueva York.
- Edificio del Ferry de San Francisco (California).
- Estación de la Calle King de Seattle.
- Reloj del palacio de justicia del condado de Saline, Harrisburg (Illinois).
- Reloj del palacio de justicia del condado de Sioux, Orange City (Iowa). Construido en 1902.
- Wrigley Building, Chicago.
- Iglesia unitaria originalmente, ahora en el Museo Ballenero, Nantucket.[2]
- Primera Iglesia Metodista Unitaria de Westfield (Nueva Jersey). El mecanismo del reloj (número de serie 1141 o 1111) controla las dos caras del reloj de la torre y una campana de iglesia de 2048 libras (929 kg) que suena cada hora, fabricada por la Clinton H. Meneely Bell Company, de Troy, Nueva York. Ambos datan de 1886 y fueron trasladados desde un edificio de iglesia de madera anterior. Después de no funcionar desde la década de 1930, el reloj fue restaurado y reinaugurado el 8 de enero de 1994 y continúa en funcionamiento hasta el día de hoy. Al mecanismo del reloj todavía se le da cuerda manualmente cada semana, mientras que a la campana se le da cuerda mediante un motor eléctrico instalado a finales de la década de 1990.
- Torre del reloj en la escuela Walnut Square, de Haverhill (Massachusetts).
- Reloj Hertzberg en Texas, mantenido por la Sociedad de Conservación de San Antonio.[3]
- Iglesia Evangélica Luterana San Esteban de Milwaukee. Aún se le da cuerda manualmente cada semana.
- Palacio de justicia del condado de Lamoille en Hyde Park, Vermont, instalado en 1911.
- Torre del reloj de la Academia Thayer, Braintree, Massachusetts Academia Thayer
- Palacio de justicia del condado de Atkinson, Pearson, Georgia, instalado en 1920
- Museo de los Pioneros de Colorado Springs, reloj callejero que data de 1900.
- Reloj y campana del palacio de justicia del condado de Red River en Clarksville, Texas, 1885. La campana todavía daba la hora en 2024.
- En 1904, el reloj de la torre, fabricado por E. Howard Clock Company, se instaló en la cúpula del palacio de justicia de Eureka (Illinois), en el condado de Woodford.
- Torre del Reloj de Sapporo, instalado en 1881, todavía en funcionamiento
- Hardy's - The Art of Jewelry.[4] - Virginia Beach, Virginia. Encargado en 1884 por D. Buchanan Jewelry en Richmond, Virginia. Se trasladó varias veces a medida que crecía el negocio de joyería familiar. El reloj sobrevivió al famoso incendio del Hotel Monticello en 1918.[5] Donado a la Escuela de Nuevo Enfoque para Joyeros de Arrington (Tennessee) en junio de 2022.
- Reloj Village Green, Main Street en Bar Harbor, Maine.
- Depósito y patio de maniobras del ferrocarril de North Conway. Todavía en uso, como sede del Ferrocarril Escénico de Conway.
- Torre del reloj del juzgado del condado de Benton, en Corvallis, Oregón. Todavía en uso. Las pesas y el péndulo permanecen en el edificio, pero el reloj ya no tiene cuerda mecánica.
- Observatorio Lick. Reloj de señales horarias con aparato eléctrico para transmitir las señales a través de líneas telegráficas.[6]
- 342 West Broadway, South Boston Ward 4, Precinct 6. Es un punto de referencia designado según un Informe de estudio  (enlace roto disponible en este archivo). por la Comisión de Patrimonio de Boston.
- 439 Boylston Street, Boston Ward 5, Precinct 6. Es otro punto de referencia designado por la Comisión de Patrimonio de Boston, Informe de estudio  (enlace roto disponible en este archivo)..
- 333 Massachusetts Avenue, Boston Ward 4, Precinct 7. Punto de referencia designado por la Comisión de Patrimonio de Boston, Informe de estudio  (enlace roto disponible en este archivo)..
- 9 Chelsea Street, East Boston Ward 1, Precinct 3. Punto de referencia designado por la Comisión de Patrimonio de Boston, Informe de estudio  (enlace roto disponible en este archivo)..
- Peabody Square, Ashmont Ward 17, Precinct 9. Punto de referencia designado por la Comisión de Patrimonio de Boston, Informe de estudio  (enlace roto disponible en este archivo)..
- Colman Dock, Seattle, Washington.
- Palacio de justicia del condado de Wise, Decatur, Texas. Instalado en 1896.
- Torre del reloj del ayuntamiento conmemorativo de Oxford, Massachusetts.
- Torre del reloj del palacio de justicia del condado de Clallam, Port Angeles, Washington. El reloj fue fabricado en 1880 por la Howard Tower Clock Company de Boston y fue enviado a Seattle en 1885, donde permaneció sin ser reclamado hasta que el arquitecto del palacio de justicia lo consiguió para su instalación en el nuevo edificio en 1914. Las esferas del reloj están colocadas detrás de un vidrio esmerilado y miden 100 pulgadas (254 cm) de diámetro. Los números romanos miden 15 pulgadas (38,1 cm) de alto, el minutero mide 46,5 pulgadas (118,1 cm) de largo y el horario mide 31,5 pulgadas (80,0 cm) de largo. Dentro de la cúpula, la campana de hierro mide 4 pies (1,2 m) de alto y pesa 2000 libras (907 kg).

## Lectura adicional
- Ciudad de Boston, Landmarks Commission. Informe del estudio de los relojes de Five Street. (Incluye información sobre los relojes de E. Howard)